# Crocus alatavicus
Crocus alatavicus ist eine Pflanzenart aus der Gattung der Krokusse (Crocus).

## Merkmale
Die Knolle hat einen Durchmesser von 1,2 bis 2 Zentimeter. Ihr Hülle ist häutig und gelblich braun. Die 6 bis 15 Blätter sind zur Blütezeit 8 bis 10 Zentimeter lang und ungefähr 2 Millimeter breit. Wenn die Pflanze fruchtet erreichen sie eine Länge von ungefähr 20 Zentimeter und eine Breite von 5 Millimeter. Die Blüten duften angenehm. Die Blütenhülle ist weiß, ihr Zentrum gelb. Sie ist abaxial grau oder blau gestreift oder gefleckt. Die Perigonröhre ist 2,5 bis 6 Zentimeter lang. Die Blütenhüllblätter sind beinahe verkehrtlanzettlich. Die äußeren messen ungefähr 2,5 Zentimeter × 6 bis 8 Millimeter, die inneren sind dagegen schmaler. Die Staubblätter sind ungefähr 2,5 Zentimeter groß. Die Staubbeutel sind orange-gelb. Die Griffel sind fadenförmig und an ihrer Spitze dreilappig. Ihre Lappen sind kurz und weiß bis tief gelb. Die Kapselfrüchte sind ungefähr 1,2 Zentimeter lang, 8 Millimeter breit und ellipsoid. Die hell bis rötlich braunen Samen sind eiförmig und besitzen weiße, schmale Anhängsel.
Die Chromosomenzahl beträgt 2n = 20.
Die Blütezeit reicht von Januar bis Februar, die Früchte reifen von Mai bis Juni.

## Vorkommen
Crocus alatavicus kommt in Kasachstan, Kirgisistan, Usbekistan und dem Nordwesten des chinesischen Xinjiang vor. Die Art wächst an Berghängen und in Grünland an Gewässern in Höhenlagen von 1200 bis 3000 Meter.

## Belege
- Yu-tang Zhao, Henry J. Noltie, Brian F. Mathew: Crocus alatavicus . In: Flora of China, Volume 24 (online)